# Thalassa (voilier)
Pour les articles homonymes, voir Thalassa.
Le Thalassa (« mer » en grec) est un trois-mâts goélette qui a subi une importante rénovation en 1995, après son renflouement, pour devenir un voilier de croisière.

## Histoire
Construit sur le modèle d'un voilier traditionnel, il a d'abord servi, sous le nom de Relinquenda comme chalutier.
Le Thalassa est un beau voilier, un trois-mâts goélette de 50 mètres. Il est aussi un bateau à l'histoire originale, née d'un drame et d'un sauvetage.
En août 1984, à proximité de l'île de Texel en mer de Frise, il s'empale sur une épave de la Seconde Guerre mondiale, et coule à pic.
Le bateau est vite renfloué, et remorqué vers la côte. Sa timonerie est récupérée, et un repreneur rachète la coque pour en faire un yacht, mais il fait faillite.
Un jeune sociologue Arnold Hylkema et son ami Henk Stallinga (qui, plus tard fait restaurer le Gallant) vont dessiner le bateau de leurs rêves sur cette coque vide, dont le deuxième lancement a lieu en 1995. Il est présent aux fêtes maritime de Brest en 1996. 
Chaque année, le Thalassa quitte l'Europe pour les Caraïbes en emmenant à son bord des adolescents néerlandais accompagnés de leurs professeurs. 
Le navire bât pavillon néerlandais et possède pour port d'attache Harlingen. 
Ce voilier aux dix-huit cabines voyage beaucoup avec les 34 passagers qu'il peut accueillir en plus de son équipage. 
Il peut embarquer jusqu'à 120 passagers à la journée.